# Rumburak
Rumburak Wesołowska, Azarkina & Russell-Smith, 2014 è un genere di ragni appartenente alla famiglia Salticidae.

## Distribuzione
Le 7 specie note sono state reperite in Sudafrica.

## Tassonomia
Per la descrizione delle caratteristiche di questo genere sono stati esaminati gli esemplari tipo di R. lateripunctatus Wesołowska, Azarkina & Russell-Smith, 2014.
Non sono stati esaminati esemplari di questo genere dal 2017.
Attualmente, a febbraio 2022, si compone di 7 specie:
1. Rumburak bellus Wesołowska, Azarkina & Russell-Smith, 2014 — Sudafrica
2. Rumburak hilaris Wesołowska, Azarkina & Russell-Smith, 2014 — Sudafrica
3. Rumburak lateripunctatus Wesołowska, Azarkina & Russell-Smith, 2014[2] — Sudafrica
4. Rumburak laxus (Zhang & Maddison, 2012) — Sudafrica
5. Rumburak mirabilis Wesołowska, Azarkina & Russell-Smith, 2014 — Sudafrica
6. Rumburak tuberatus Wesołowska, Azarkina & Russell-Smith, 2014 — Sudafrica
7. Rumburak virilis Wesołowska, Azarkina & Russell-Smith, 2014 — Sudafrica

### Sinonimi
- Rumburak nelshoogte Zhang & Maddison, 2012; posta in sinonimia con R. laxus Zhang & Maddison, 2012 a seguito di un lavoro degli aracnologi Wesołowska, Azarkina & Russell-Smith del 2014[1].